# Vändpunkten: Bomben och kalla kriget
Vändpunkten: Bomben och kalla kriget (originaltitel: Turning Point: The Bomb and the Cold War) är en amerikansk dokumentärserie som hade premiär på Netflix den 12 mars 2024. Första säsongen består av nio avsnitt.

## Handling
Serien handlar om det kalla kriget och dess efterdyningar som belyses genom vittnesmål och intervjuer med framstående personer.

## Medverkande (i urval)
- Jens Stoltenberg